# Christian Haupt
Christian Haupt (* 30. Mai 1980 in Hannover) ist ein deutscher Triathlet und Amateursportler. Er ist Ironman-Sieger seiner Altersklasse (2016, 2017, 2023 und 2024).

## Werdegang
Angefangen hat seine sportliche Laufbahn im Jahr 1995 im Mountainbikesport. Im Jahr 2002 hat er, nach einer Verletzungspause, wieder mit dem Leistungssport begonnen, allerdings im Leichtathletikbereich.
Schon im Jahr darauf konnte er im Bundesligafinale bei den Deutschen Mannschaftsmeisterschaften sein Debüt für den TV Langen geben. Im Jahr 2004 ist er dann zu seinen jetzigen Verein Hannover 96 gewechselt. 
Im Jahr 2013 hat er sich sportlich zum Triathleten weiterentwickelt und konnte erneut sein Comeback im Leistungssport geben. Schon im Jahr 2014 konnte er mit einem Sieg auf der Mitteldistanz in einer Zeit von 4:07:36 h beim Wasserstadt Limmer Triathlon in Hannover ein Zeichen setzen.

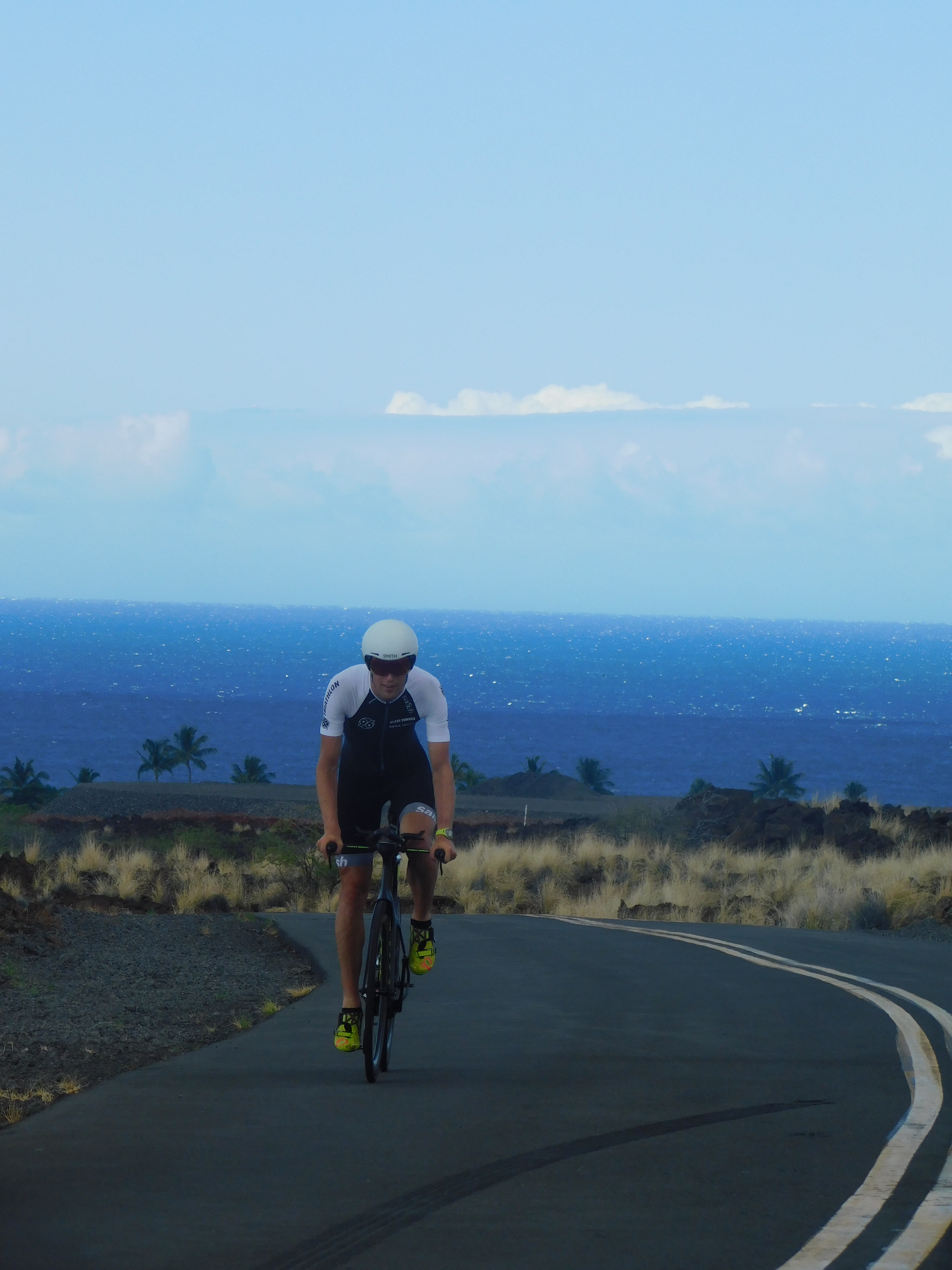
Haupt im Training auf Hawaii 2017

 In der Saison 2015 hat er beim Ironman 70.3 in Sankt Pölten den zweiten Platz in der Altersklasse M35 erreicht. Darüber hinaus hat er seinen Landesmeistertitel auf der Mitteldistanz verteidigt. Bei seinem Langdistanzdebüt 2015 beim Ironman Mallorca gewann er die Altersklasse mit einer Zeit von 8:52:30 h und wurde bester Amateur sowie Neunter in der Gesamtwertung. Zusätzlich hat er sich mit dieser Leistung für die Ironman-Weltmeisterschaft 2016 auf Hawaii qualifiziert. Im Jahr 2016 ist er zum dritten Mal in Folge niedersächsischer Landesmeister auf der Mitteldistanz geworden.
Weiterhin ist er auf dieser Strecke Vize-Europameister der Altersklasse 35-39 bei der Challenge Walchsee-Kaiserwinkl geworden.
Zudem konnte er den Weltmeistertitel beim Ironman Hawaii (40. gesamt) in der Altersklasse 35–39 gewinnen. Im August 2021 wurde er in Polen auf der Triathlon-Langdistanz Dritter bei der Erstaustragung des Ironman Gdynia als reines Amateurrennen. Darüber hinaus wurde er beim Ironman Hawaii 35. gesamt. Damit konnte er nicht nur seinen Titel in der Altersklasse verteidigen, sondern auch den Gesamtsieg aller Agegrouper feiern. Ab der Saison 2018 bis 2021 startete Christian Haupt als Profi-Triathlet. Er wechselte danach wieder in den Amateurbereich.

### Privatleben
Haupt arbeitet als Vortragsredner und gibt sein Wissen in Seminaren an Mitarbeiter von Unternehmen weiter.
2021 wurde er Sechster bei der Wahl zum „Sportler des Jahrzehnts“ in der Region Hannover. Christian Haupt lebt in Arnum.

## Sportliche Erfolge
| Datum/Jahr   | Platz | Wettbewerb                                           | Austragungsort  | Zeit     | Bemerkung                                                                                              |
| ------------ | ----- | ---------------------------------------------------- | --------------- | -------- | --- |
| 2021         | 3     | Frenchman Hourtin                                    | Hourtin         |          | 1. Platz AK40                                                                                          |
| 2020         | 11    | Erkner Triathlon                                     | Berlin          |          | Bundesliga                                                                                             |
| 2020         | 19    | Ironman 70.3 Gdynia                                  | Gdynia          |          | |
| 2. Juni 2019 | 12    | Ironman 70.3 Switzerland                             | Rapperswil-Jona | 04:04:13 | hinter Andreas Böcherer                                                                                |
| 2018         | 8     | Ironman 70.3 Luxemburg                               | Remich          |          | |
| 2017         | 27    | Ironman 70.3 Luxembourg                              | Luxemburg       | 04:05:56 | 1. Platz AK                                                                                            |
| 2017         | 12    | Ironman 70.3 Gdynia                                  | Polen           | 04:03    | 1. Platz AK                                                                                            |
| 2017         | 19    | Ironman 70.3 Rügen                                   | Deutschland     | 04:35:23 | 1. Platz AK35                                                                                          |
| 4. Sep. 2016 | 25    | ETU Middle Distance Triathlon European Championships | Walchsee        | 04:09:44 | Vize-Europameister Altersklasse 35-39 auf der Halbdistanz im Rahmen der Challenge Walchsee-Kaiserwinkl |

| Datum/Jahr    | Platz | Wettbewerb                 | Austragungsort         | Zeit     | Bemerkung                                                         |
| ------------- | ----- | -------------------------- | ---------------------- | -------- | ----------------------------------------------------------------- |
| 10. Sep. 2023 | 42    | Ironman World Championship | Nizza                  | 09:25:46 | Ironman WM Nizza                                                  |
| 2. Juli 2023  | 18    | Ironman Germany            | Frankfurt am Main      | 09:01:08 | [ 4 ]                                                             |
| 8. Aug. 2021  | 3     | Ironman Gdynia             | Gdynia                 | 08:59:20 | 1. Platz AK40, reines Amateurrennen                               |
| 2019          | 11    | Ironman Wales              | Vereinigtes Konigreich | 09:39:20 |                                                                   |
| 30. Juni 2019 | 18    | Ironman Germany            | Frankfurt am Main      | 09:04:44 |                                                                   |
| 2018          | 12    | Ironman Hamburg            | Hamburg                | 07:53:46 | Ausfall des Schwimmens wegen überhöhter Blaualgenkonzentration    |
| 1. Juli 2018  | 8     | Ironman Austria            | Klagenfurt             | 08:32:45 | hinter dem Österreicher Michael Weiss                             |
| 14. Okt. 2017 | 35    | Ironman Hawaii             | Hawaii                 | 08:55:25 | Altersklassen-Weltmeister                                         |
| Okt. 2016     | 40    | Ironman Hawaii             | Hawaii                 | 09:00:35 | Altersklassen-Weltmeister 35-39                                   |
| 26. Sep. 2015 | 9     | Ironman Mallorca           | Alcúdia                | 08:52:30 | Sieger Altersklasse und Qualifikation für den Ironman Hawaii 2016 |

| Datum/Jahr    | Platz | Wettbewerb                               | Austragungsort      | Zeit     | Bemerkung                                                         |
| ------------- | ----- | ---------------------------------------- | ------------------- | -------- | ----------------------------------------------------------------- |
| 11. Apr. 2022 | 4     | Powerman Germany                         | Deutschland Alsdorf | 02:35:25 | Deutscher Meister und Europameister jeweils in der AK40           |
| 24. Sep. 2011 | 2     | ITU Duathlon World Championship AK 30-34 | Gijón               | 00:56:45 | Vize-Weltmeister AK 30-34; hinter dem Spanier Emilio Suarez Perez |

(DNF – Did Not Finish)